# Santa Joana (Aveiro)
Santa Joana es una freguesia portuguesa del concelho de Aveiro, con 5,61 km² de superficie y 7.426 habitantes (2001). Su densidad de población es de 1 323,7 hab/km².